# Championnat national de tennis des États-Unis 1916
Pour un article plus général, voir US Open de tennis.
Résultats détaillés de l’édition 1916 du championnat de tennis US National qui est disputée du 5 au 12 juin 1916.

## Palmarès
| Tableau          | Vainqueurs                          | Vainqueurs         | Score                   | Finalistes                     | Finalistes |
| ---------------- | ----------------------------------- | ------------------ | ----------------------- | ------------------------------ | ---------- |
| Simple dames     | M. Bjurstedt Mallory                | Norvège            | 6-0, 6-1                | Louise Hammond                 | États-Unis |
| Simple messieurs | Richard Williams                    | États-Unis         | 4-6, 6-4, 0-6, 6-2, 6-4 | Bill Johnston                  | États-Unis |
| Double dames     | M. Bjurstedt Mallory Eleonora Sears | Norvège États-Unis | 4-6, 6-2, 10-8          | Louise Hammond Edna Wildey     | États-Unis |
| Double messieurs | Bill Johnston Clarence Griffin      | États-Unis         | 6-4 6-3 5-7 6-3         | Maurice McLoughlin Ward Dawson | États-Unis |
| Double mixte     | Eleonora Sears Willis Davis         | États-Unis         | 6-4, 7-5                | Florence Ballin Bill Tilden    | États-Unis |

## Simple dames
|  |                 |  |   |   |  |
|  | Finale          |  |   |   |  |
|  |                 |  |   |   |  |
|  |                 |  |   |   |  |
|  | Molla Bjurstedt |  | 6 | 6 |  |
|  | Molla Bjurstedt |  | 6 | 6 |  |
|  | Louise Hammond  |  | 0 | 1 |  |

## Double dames
|  |                                |  |   |   |    |
|  | Finale                         |  |   |   |    |
|  |                                |  |   |   |    |
|  |                                |  |   |   |    |
|  | Molla Bjurstedt Eleonora Sears |  | 4 | 6 | 10 |
|  | Molla Bjurstedt Eleonora Sears |  | 4 | 6 | 10 |
|  | Louise Hammond Edna Wildey     |  | 6 | 2 | 8  |

## Double mixte
|  |                             |  |   |   |  |
|  | Finale                      |  |   |   |  |
|  |                             |  |   |   |  |
|  |                             |  |   |   |  |
|  | Eleonora Sears Willis Davis |  | 6 | 7 |  |
|  | Eleonora Sears Willis Davis |  | 6 | 7 |  |
|  | Florence Ballin Bill Tilden |  | 4 | 5 |  |